# Костянтинівка (Первомайський район)
Костянтинівка — селище в Україні, в Арбузинській селищній громаді Первомайського району Миколаївської області. Населення становить 32 особи.